# Kali kerberti
Kali kerberti és una espècie de peix de la família dels quiasmodòntids i de l'ordre dels perciformes.

## Descripció
El cos, allargat, fa 19,3 cm de llargària màxima. Línia lateral no interrompuda.

## Hàbitat i distribució geogràfica
És un peix marí i batipelàgic (entre 200 i 4.465 m de fondària, normalment entre 800 i 2.500), el qual viu a les regions equatorials, tropicals i subtropicals dels oceans Atlàntic (des de 38°N fins a 21°S), Índic (8°S, 31°S) i Pacífic (des de 27°N fins a 33°S): el Brasil, les illes Hawaii, Austràlia (Nova Gal·les del Sud i Tasmània) i, probablement també, Sud-àfrica.

## Observacions
És inofensiu per als humans i el seu índex de vulnerabilitat és baix (14 de 100).